# Хигашиосака
Хигашиосака (јап. 東大阪市) град је у Јапану у префектури Осака. Према попису становништва из 2005. у граду је живело 513.744 становника.

## Становништво
Према подацима са пописа, у граду је 2005. године живело 513.744 становника.
| 1995.   | 2000.   | 2005.   |
| ------- | ------- | ------- |
| 517.232 | 515.094 | 513.744 |